# Ferrita
A ferrita (português brasileiro) ou ferrite (português europeu), ou ferro alfa (α-Fe), é um termo de ciência dos materiais para o ferro puro com estrutura cristalina cúbica de corpo centrado. É esta estrutura cristalina que dá ao aço e ao ferro fundido as suas propriedades magnéticas, sendo o exemplo clássico de um material ferromagnético. A ferrita possui um Módulo de Young de 280 N/mm² [carece de fontes?] e uma dureza aproximada de 80 Brinell. O aço macio (aço carbono com cerca de até 0,02% em peso C) consiste principalmente de ferrita, com quantidades crescentes de perlita (uma estrutura lamelar e fina de ferrita e cementita). Como tanto a bainita quanto a perlita possuem ferrita em suas composições, qualquer liga de ferro-carbono conterá alguma quantidade de ferrita se for deixada para atingir o equilíbrio à temperatura ambiente. A quantidade exata de ferrita dependerá do processo de resfriamento a que a liga de ferro-carbono será submetida.
No ferro puro, a ferrita é estável abaixo de 910 °C (1.670 °F). Acima desta temperatura, o alótropo cúbico de face centrada do ferro (austenita, ou gama-ferro) é estável. Acima de 1.390 °C (2.530 °F), até o ponto de fusão de 1.539 °C (2.802 °F), a estrutura cristalina cúbica de corpo centrado é novamente a forma mais estável de delta-ferrita (δ-Fe). Ferrita acima da temperatura crítica (temperatura de Curie) de 771 °C (1.044 K; 1.420 °F) é paramagnética, em vez de ferromagnética, e é beta de ferrita ou ferro beta (β-Fe). O termo beta ferro não é mais usado porque é cristalograficamente idêntico ao α-Fe (tendo, inclusive, campo de fase contíguo).
Apenas uma pequena quantidade de carbono pode ser dissolvida em ferrita. Sua solubilidade máxima é de aproximadamente 0,008% em peso a 723 °C (1.333 °F) e 0,001% de carbono a 0 °C (32 °F). Isto ocorre porque o carbono se dissolve no ferro intersticialmente, com os átomos de carbono tendo aproximadamente o dobro do diâmetro dos "buracos" intersticiais, de modo que cada átomo de carbono é rodeado por um forte campo de tensão local. Assim, a entalpia da mistura é positiva (a reação é não-espontânea), mas a contribuição da entropia para a energia livre da solução estabiliza a estrutura a baixos teores de carbono. 723 °C (1.333 °F) é também a temperatura mínima em que o ferro-carbono de austenita (0,8% em peso de C) é estável — a esta temperatura, ocorre uma reação eutetoide entre ferrita, austenita e cementita.

## References
1. ↑  Maranian, Peter (2009), Reducing Brittle and Fatigue Failures in Steel Structures, ISBN 978-0-7844-1067-7, New York: American Society of Civil Engineers.
2. ↑  Structure of plain steel, consultado em 21 de outubro de 2008.
3. ↑  Alvarenga HD, Van de Putte T, Van Steenberge N, Sietsma J, Terryn H (abril de 2009). «Influence of Carbide Morphology and Microstructure on the Kinetics of Superficial Decarburization of C-Mn Steels». Metal Mater Trans A. doi:10.1007/s11661-014-2600-y
4. ↑  Smith & Hashemi 2006, p. 363.